# Промисловість Нікарагуа
Нікарагуа — головним чином аграрна країна. Основні галузі промисловості: харчова, хімічна, металовиробна, текстильна та легка промисловість, нафтова.
Нікарагуа бідна на корисні копалини. Добуваються кухонна сіль, золото (третій за значенням експортний товар) та срібло. Обробна промисловість заснована на переробці с/г сировини та харчової промисловості.

## Гірнича промисловістьНікарагуа
Гірнича промисловість займає помітне місце в економіці сучасної Н. і зосереджується головним чином на видобутку золота та срібла.
Видобуток золотих і срібних руд корінних родов. в кінці ХХ ст. здійснюють гірничо-збагачувальні підприємства “Бонанса", “Сьюна", “Лимон" і “Ла-Лібертад". Розробка родов. ведеться відкритим і підземним способами. На кар'єрах застосовують буропідривний спосіб. Використовують також екскаватори, бурові верстати, бульдозери, автосамоскиди. На шахтах застосовують систему розробки із закладенням виробленого простору. Збагачують руду із застосуванням флотації та ціанування. Кінцевий продукт – золото-срібний концентрат, що містить до 10-40% домішок. Розвинуте старательство. Продукція йде на експорт.
У 2001 видобуто бл. 120 400 унцій золота (118 100 унцій у 2000, 143 000 унцій у 1999). Виробництво срібла у 2001 склало 80 300 унцій (50 500 унцій у 2000). Головний продуцент – рудник El Limon компанії Black Hawk Mining (у 2001- 70 351 унцій золота).
Крім золота і срібла видобувають нерудну мінеральну будівельну сировину (гіпс, бентонітові глини, пісок, щебінь). У невеликих кількостях добувають кухонну сіль.